# Nachtzwaluwachtigen
De nachtzwaluwachtigen (Caprimulgiformes) vormen een orde van de vogels die uit één familie bestaat. Voorheen zaten ook de families van de Steatornithidae (Vetvogel), de Podargidae (Uilnachtzwaluwen), de Nyctibiidae (Reuzennachtzwaluwen) en de Aegothelidae (Dwergnachtzwaluwen) in deze orde, maar in 2022 zijn deze op de IOC-lijst in een eigen orde geplaatst.

## Taxonomie
- Familie Caprimulgidae – Nachtzwaluwen

Accipitriformes (roofvogels en gieren, exclusief valken) · Aegotheliformes (dwergnachtzwaluwen) · Anseriformes (eendachtigen) · Apodiformes (gierzwaluwen en kolibries) · Apterygiformes (kiwi's) · Bucerotiformes (neushoornvogels) · Caprimulgiformes (nachtzwaluwen) · Cariamiformes (seriema's) · Casuariiformes (kasuarissen en emoe) · Charadriiformes (steltloperachtigen) · Ciconiiformes (ooievaarachtigen) · Coliiformes (muisvogels) · Columbiformes (duiven) · Coraciiformes (scharrelaars) · Cuculiformes (koekoekachtigen) · Eurypygiformes (kagoe en zonneral) · Falconiformes (valken en caracara’s) · Galliformes (hoenderachtigen) · Gaviiformes (duikers) · Gruiformes (kraanvogelachtigen) · Leptosomiformes (koerol) · Mesitornithiformes (steltrallen) · Musophagiformes (toerako's) · Nyctibiiformes (reuzennachtzwaluwen) · Opisthocomiformes (hoatzin) · Otidiformes (trappen) · Passeriformes (zangvogels) · Pelecaniformes (pelikanen, reigerachtigen, ibissen en lepelaars) · Phaethontiformes (keerkringvogels) · Phoenicopteriformes (flamingo's) · Piciformes (spechtachtigen) · Podargiformes (kikkerbekken) · Podicipediformes (futen) · Procellariiformes (buissnaveligen) · Psittaciformes (papegaaiachtigen) · Pterocliformes (zandhoenders) · Rheiformes (nandoes) · Sphenisciformes (pinguïns) · Steatornithiformes (vetvogel) · Strigiformes (uilen) · Struthioniformes (loopvogels o.a. struisvogel) · Suliformes (slangenhalsvogels, fregatvogels, aalscholvers en janvangenten) · Tinamiformes (stuithoenders) · Trogoniformes (trogons)

 Portaal Vogels · Indeling van de vogels